# Visualizer
Eine Dokumentenkamera bzw. Visualizer ist eine Videokamera zur Aufnahme eines von einer Lichtquelle beleuchteten Dokumentes oder Gegenstandes in einer Präsentation. Er kann jede Art von Vorlagen (Bücher, Fotos, dreidimensionale Gegenstände etc.) schnell und einfach aufnehmen und liefert ein hochauflösendes Bild für Projektoren, interaktive Whiteboards oder Videokonferenz-Systeme. Dieses flexible Präsentationsgerät kann als Weiterentwicklung des Episkops beziehungsweise des Overheadprojektors betrachtet werden.

## Generelle Funktionsweise und Einsatz
Der Visualizer wandelt das Bild der Vorlage in ein analoges oder digitales Videosignal um, das dann einem separaten Videoprojektor oder Monitor zugeführt wird. Die Kamera kann entweder vor dem Umlenkspiegel, statt des Projektionsobjektivs, oder an einem tragenden Arm montiert werden. Es gibt noch weitere Bauformen, die direkt an die Decke gehängt werden können. Die Vorlage wird entweder auf eine Glasplatte gelegt und von unten beleuchtet oder unter die Kamera gelegt und von seitlichen Lampen angestrahlt. Äußerlich gleicht der Visualizer dann einem Flachbettscanner oder einem Reprostand aus der Fotografie, abhängig davon, wo die Kamera montiert wird.
Der überwiegende Teil eines Visualizers ist üblicherweise an einem Arm befestigt und wird in Verbindung mit Beamern in Unterrichtsräumen oder bei Präsentationen eingesetzt. Visualizer dienen sehr oft als Ersatz für Tageslichtprojektoren. Manche Visualizer können auch in Verbindung mit einem Mikroskop genutzt werden.
Visualizer sind eigentlich eher mit Scannern als mit Projektoren verwandt, da sie keine Einrichtung für eine aktive Projektion besitzen und dafür an ein optisches Wiedergabegerät angeschlossen werden müssen.

## Historisch
Die ersten Visualizer wurden entwickelt, um die gestiegenen Ansprüche an Projektion und Präsentation von originalen Dokumenten, Plänen, Zeichnungen und Objekten zu befriedigen, anstatt gezwungen zu sein, diese Objekte auf eine Folie zu kopieren, um diese mittels Tageslichtprojektor (Overheadprojektor) in eine Präsentation einbinden zu können.
Mit der weiteren Verbreitung von Projektoren und Computern in Besprechungsräumen entwickelte sich auch die Nachfrage nach dem Ersatz des Tageslichtprojektors, um den Vortragenden weitere Möglichkeiten abseits von gängigen Präsentationsprogrammen zu geben. In der Anfangszeit war dies sehr oft auch eine einfache Möglichkeit, die nach wie vor vorhandenen Overhead-Folien oder einzelne Dias spontan in die Vorträge einzubinden, ohne zusätzliche Geräte installieren zu müssen. Daneben hatte der Vortragende aber zusätzliche Möglichkeiten und konnte beispielsweise ein Buch spontan und direkt visualisieren.
Die ersten Gehversuche und Prototypen waren meist einfache Videokameras, die auf ein Reprostativ (aus der professionellen Fotografie) montiert und zusätzlich mit Leuchten ausgestattet waren, um eine Unabhängigkeit von den Umgebungsbedingungen sicherzustellen (speziell in abgedunkelten Räumen, damit die Sichtbarkeit des projizierten Bildes und der Kontrast der Röhrenprojektoren gewährleistet war). Die damals vorherrschende Videotechnologie der Kameras war ein maßgeblicher Faktor, der das Auflösungsvermögen des Systems bestimmte.
Visualizer haben des Öfteren von Entwicklungen anderer Branchen profitiert, die teilweise auch Quantensprünge im Bereich der Visualizertechnologie ermöglichten. Ein gutes Beispiel ist hier die eingesetzte Kameratechnologie. Nachdem die ursprünglichen Modelle sehr oft einfache Schwarzweiß-Kameras hatten, war der Einsatz von Farbkameras ein echter Meilenstein, was die Präsentationsqualität anbelangte.
Die lange Zeit dominierende Videokameratechnologie wurde Ende der 1990er Jahre erstmals durch Progressive-Scan-Kameras (PS-Kameras) ergänzt. Im Vergleich zum Interlaced-Verfahren von einer Videokamera (Auslesen von Halbbildern) wird bei einer PS-Kamera immer das Vollbild ausgelesen, was sich bei der Kameraauflösung deutlich bemerkbar machte. Ursprünglich mussten jedoch bei der Framerate (Bildwiederholrate, d. h. wie viele Bilder werden pro Sekunde dargestellt) Abstriche in Kauf genommen werden, da weder Bildsensoren noch die eingesetzte Hauptplatine in der Lage waren, das gestiegene Datenaufkommen zu verarbeiten.
Heutzutage haben PS-Kameras Videokameras weitestgehend vom Markt verdrängt und die ursprünglichen Schwierigkeiten beim Einsatz der PS-Technologie sind so gut wie beseitigt. Viele am Markt erhältliche Visualizer können mindestens 20 fps (Frames per second) ausgeben, Highend-Modelle sind in der Lage, 30 fps in unterschiedlichsten Auflösungen und Seitenverhältnissen problemlos darzustellen.

## Technologie
Das Design und die Spezifikationen eines Visualizers entstehen durch den Mix und die Anwendung verschiedener Technologien. Für die Qualität des aufgenommenen Bildes sind dies primär die Baugruppen Optik, Kamera, ein Lichtsystem und eine Hauptplatine mit der dazugehörigen Firmware (Software). Das ganze wird durch unterschiedlichste mechanische Konstruktionen von den einzelnen Herstellern realisiert.

### Optik
Die Optik ist eines der kritischsten Bauteile, wenn es um die Bildqualität geht. Je nach Preisklasse der Geräte werden einfache Linsensysteme bis hin zu hochkomplexen optischen Systemen eingesetzt, die sich deutlich in Qualität und Größe unterscheiden.
In der Optik sitzt ein weiteres wichtiges Bauteil, die Iris oder die Blende. Die Iris steuert und regelt den Lichteinfall durch die Linse auf den Bildsensor.
Wenn ein Objekt auf dem Bildsensor abgebildet werden soll, so gibt es genau einen Punkt, an dem eine Linse fokussiert ist. Es gibt jedoch vor und hinter dem Objekt noch einen Bereich, der scharf genug für das menschliche Auge ist, die sogenannte Schärfentiefe. Sie hängt von einigen Faktoren ab, jedoch hauptsächlich von der Blendenöffnung (Iris bzw. Irisblende). Je kleiner die Blendenöffnung, desto größer ist die Schärfentiefe (und umgekehrt).

### Kamera
Die heutzutage gebräuchlichen Progressive-Scan-Kameras setzen entweder auf CCD-Sensoren oder CMOS-Sensoren. Der generelle Vorteil gegenüber Videokameras ist die wesentlich höhere Auflösung, da im Gegensatz zum Interlaced-Verfahren (Zeilensprungverfahren) bei einer PS-Kamera das volle Bild ausgelesen wird und nicht nur Halbbilder zeitlich versetzt übereinandergelegt werden.
Grundsätzlich können Bildsensoren nur monochrome Bilder liefern. Bei einer 1-Chip-Kamera kann durch den Einsatz von Farbfiltern über jedem Pixel diese Farbinformation gewonnen werden. Bei 1-Chip-Kameras ist das sogenannte Bayer-Filter sehr gebräuchlich, hier werden rote, grüne und blaue Filter nach einem bestimmten Muster angeordnet. Die Zahl der grünen Pixel ist doppelt so groß wie die der blauen und roten, wodurch die höhere Empfindlichkeit und Auflösung des menschlichen Auges gegenüber grünem Licht nachempfunden wird. Um ein Farbbild zu bekommen, werden unterschiedlichste Algorithmen verwendet, um die fehlenden Farbinformationen zu interpolieren. Dabei muss jedoch eine niedrigere Auflösung der Kamera in Kauf genommen werden.
Eine weitere Möglichkeit zur Erzeugung von Farbbildern ist die Verwendung eines Prismas, das das weiße Licht in seine roten, grünen und blauen Bestandteile aufsplittet und auf den Sensor der jeweiligen Farbe leitet. Diese aufwendige Kameratechnologie wird in 3-Chip-Kameras eingesetzt und ermöglicht sehr gute Farbwiedergabe bei sehr hohen Auflösungen.
Moderne Kamerasysteme, die in Visualizern eingesetzt werden, sind in der Lage, hochauflösende Farbbilder mit 30 Bildern pro Sekunde zu liefern. Die gemessene Auflösung kann bei einer 3-Chip-Kamera bei bis zu 1500 Linien liegen. Zudem können die heute gebräuchlichen Seitenformate von 4:3, 16:9 und 16:10 einfach an das vorhandene Display angepasst bzw. eingestellt werden.

### Beleuchtung
Die Beleuchtung ist ein wesentlicher Bestandteil eines Visualizers. Um gute Farbwiedergabe zu gewährleisten, muss das eingesetzte Beleuchtungssystem den Aufnahmebereich möglichst homogen ausleuchten. Je höher die Beleuchtungsstärke ist, desto unabhängiger wird man vom Umgebungslicht. Zudem kann über leistungsfähige Beleuchtungssysteme eine kleine Blendenöffnung ausreichen und dies hat wiederum maßgeblichen Einfluss auf die Schärfentiefe des Visualizers (je kleiner die Blendenöffnung, desto größer die Schärfentiefe). Je besser die Beleuchtung ist, desto mehr Licht wird auch auf den Kamerasensor eintreffen und desto weniger wird sich ein störendes Bildrauschen bemerkbar machen.
Verschiedene Visualizer-Modelle integrieren in die Beleuchtung zusätzliche Funktionalität, wie etwa ein synchronisiertes Lichtfeld, das dem Bediener jederzeit klar anzeigt, welches Detail gerade dem Publikum gezeigt wird.

### Hauptplatine und Firmware
Moderne Kamerasysteme stellen eine große Herausforderung für die Hauptplatine dar. Immer größere Auflösungen und hohe Bildwiederholraten generieren große Datenmengen, die in Echtzeit verarbeitet werden müssen. Die Hauptplatine und die darauf ablaufende Bildverarbeitung haben großen Einfluss auf die schlussendliche Bildqualität.
Gute Visualizer haben eine Vielzahl ausgeklügelter automatischer Systeme mit an Bord, die dem Benutzer das Leben so einfach wie möglich gestalten. Ein permanenter Autofokus detektiert beispielsweise Vorlagenänderungen automatisch und passt die Fokuseinstellungen, ohne Zutun des Vortragenden, in Bruchteilen von Sekunden an. Weitere wichtige automatische Funktionen sind beispielsweise die Autoiris, die Autoexposure, die Autowhitebalance und die Automatic Gain Control.
Wie schon erwähnt, benötigen Visualizer ein Bildwiedergabegerät, um die Informationen dem Publikum zu zeigen. Moderne Hauptplatinen haben eine Vielzahl von Anschlüssen, um Flexibilität bei der Anwendung sicherzustellen. Neben HDMI, DVI, VGA und Videoanschlüssen zum Anschluss an Displays (Projektoren, Monitore und Videokonferenzsysteme) findet man auch diverse Computerschnittstellen, um einen Anschluss an den Computer, das interaktive Whiteboard oder an Raumsteuerungssysteme bewerkstelligen zu können. Das sind vor allem USB-, Netzwerk- (LAN) und serielle Schnittstellen.
Daneben können externe PCs oder Laptops an den Visualizer angeschlossen werden, um einfach zwischen einer Powerpoint-Präsentation oder der Live-Demonstration umzuschalten. Verschiedene Modelle können auch mit externen Speichermedien umgehen und Dateien direkt vom USB-Stick abspielen oder Schnappschüsse während der Präsentation darauf abspeichern.
Einige Visualizer erlauben ein Update ihrer Firmware und können so mit neuen Funktionen ausgestattet werden.

## Bauformen
Es gibt einige Bauformen von Visualizern, generell kann in zwei Gruppen unterteilt werden. Die einen sind Tischmodelle in unterschiedlichsten Ausprägungen und die andere Gruppe sind die sogenannten Deckenvisualizer.

### Tischmodelle (Desktop Visualizer)
Tischmodelle sind klassische Visualizer, die ein ähnliches Arbeiten wie an einem Tageslichtprojektor ermöglichen. Der Umstieg fällt leicht und viele Anwender schätzen die zusätzliche Flexibilität in Bezug auf die verwendbaren Objekte, ohne jedoch große technische Hürden in Kauf nehmen zu müssen. Die Geräte können auch mobil verwendet werden, das heißt ein Gerät kann bei Bedarf in unterschiedlichen Räumen eingesetzt werden, ohne dass es eines großen Installationsaufwands bedarf.

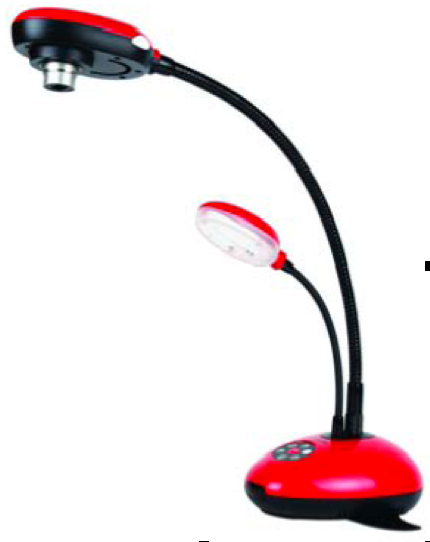
Visualizer mit flexiblem Arm (Schwanenhals) von Lumens
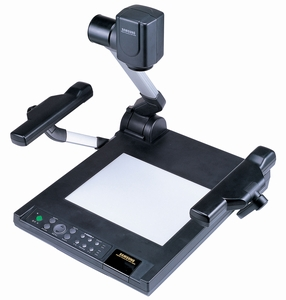
Visualizer von Samsung
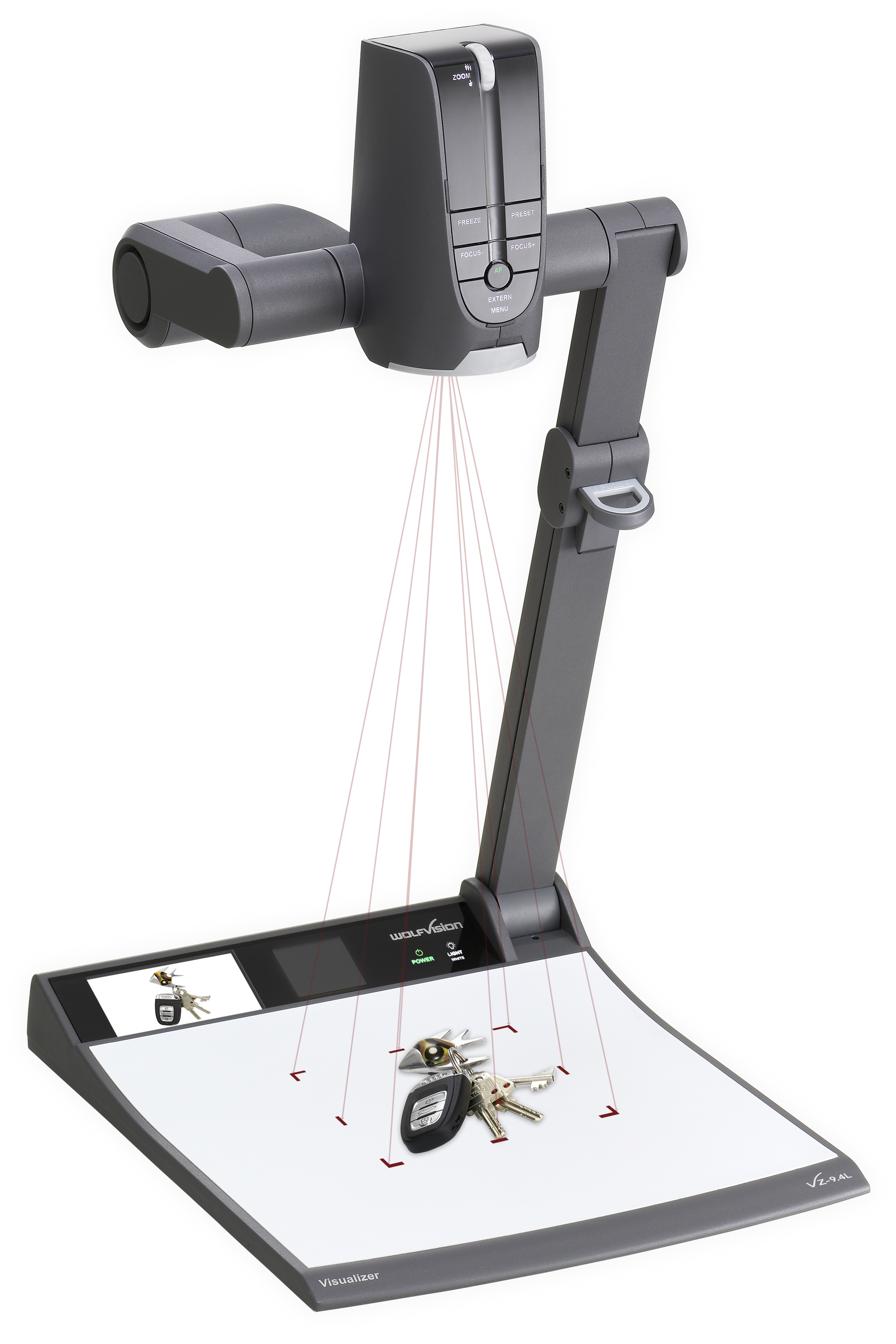
WolfVision VZ-9.4 Desktop Visualizer von WolfVision
VIS-360 der Firma SG
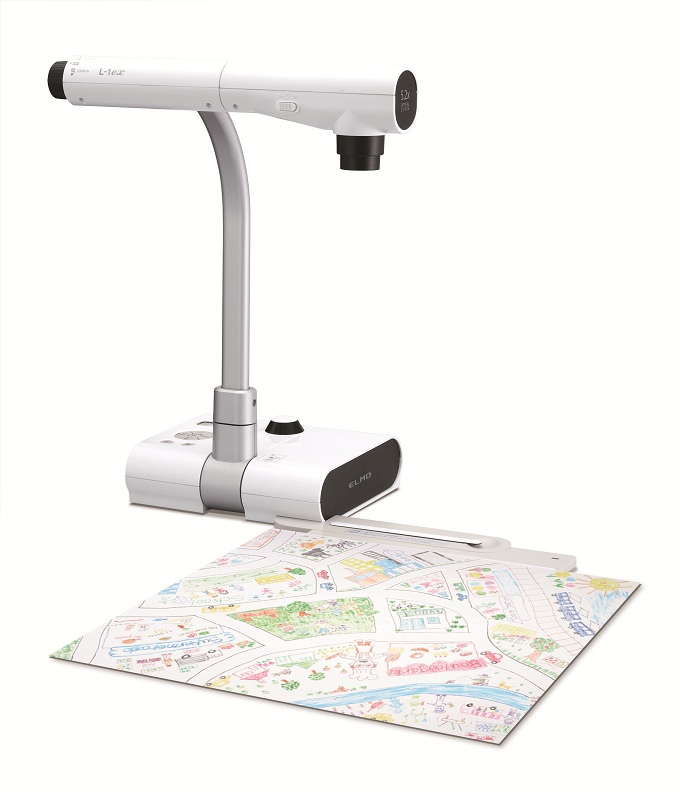
Visualizer von Elmo-sha

### Deckenmodelle (Ceiling Visualizer)

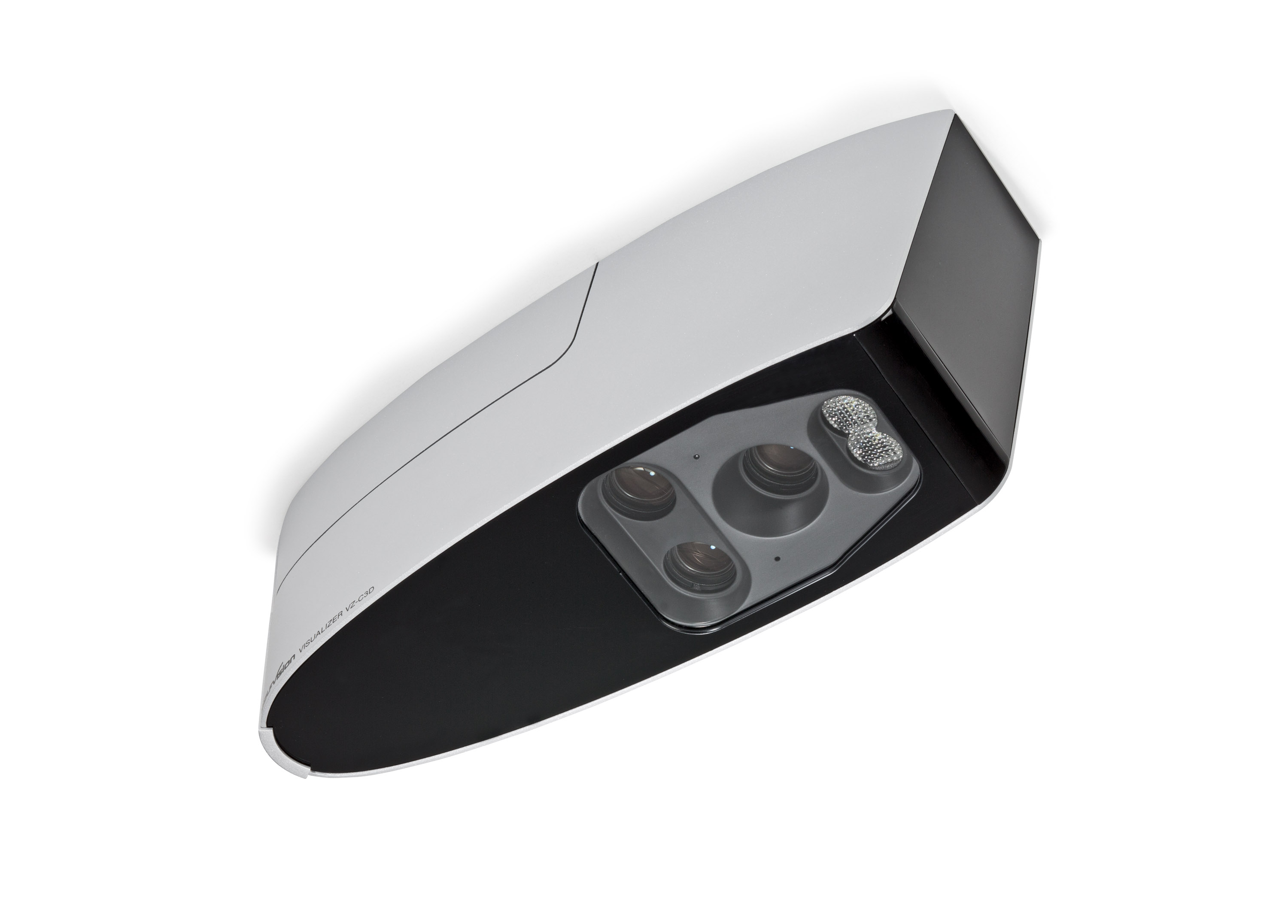
stereoskopischer Deckenvisualizer von WolfVision

Deckenmodelle sind eine Weiterentwicklung der Tischmodelle und geben dem Nutzer einige zusätzliche Freiheitsgrade. Die Objekte, die visualisiert werden, können zum Beispiel wesentlich größer sein. Deckenvisualizer erlauben ein vollkommen natürliches Arbeiten, denn der normale Besprechungstisch wird per Tastendruck zur Arbeitsfläche umgewandelt. Die Sicht des Vortragenden auf das Publikum und umgekehrt wird nicht durch ein technisches Hilfsmittel verstellt, sondern die Technologie, die unterstützen soll, macht das unauffällig im Hintergrund. Dieser Aspekt kommt insbesondere bei Telepresenceanlagen (High-End-Videokonferenz) zum Tragen, da hier die Illusion erzeugt werden soll, dass die Gesprächsteilnehmer am selben Tisch im selben Raum sitzen.
Deckenmodelle lassen sich auch komplett in der Decke versenken, sollte das Design des Raumes im Vordergrund stehen.

## Applikationen
Mit einem Visualizer kann theoretisch alles dargestellt werden. Die meisten Objekte werden einfach unter der Kamera platziert, die Kamera nimmt das Bild auf und gibt dieses Livebild beispielsweise mittels Projektor wieder. Verschiedene Bauformen von Visualizern erlauben eine große Flexibilität, was die Platzierung von Objekten anbelangt. So können größere Objekte beispielsweise einfach davor platziert werden und die Kamera und der Visualizer werden einfach gedreht. Oder der Visualizer wird gleich an der Decke montiert und erlaubt ein vollkommen natürliches Arbeiten, ohne dass die Technik überhaupt wahrgenommen wird.
Typische Applikationen für Visualizer sind: Schulungen, Meetings, Konferenzen, Seminare, Produktpräsentationen, Präsentationen von Beweisstücken in Gerichtssälen, verschiedene medizinische Anwendungen (Telemedizin, Telepathologie, Röntgenbilder etc.), Videokonferenzen und Telepresence (Verwendung des Visualizers als Dokumentenkamera).